# Chile nos Jogos Olímpicos de Inverno de 2018
O Chile participou dos Jogos Olímpicos de Inverno de 2018, realizados na cidade de Pyeongchang, na Coreia do Sul. 
Foi a décima sétima aparição do país em Olimpíadas de Inverno, sendo que participa regularmente desde os Jogos de 1984, em Sarajevo. Esteve representado por sete atletas que competiram em três esportes.

## Desempenho

### Esqui alpino
Feminino
| Atleta          | Evento         | Descida 1 | Descida 2 | Total   | Pos. |
| --------------- | -------------- | --------- | --------- | ------- | ---- |
| Noelle Barahona | Combinado      | DNF       | DNF       | DNF     | DNF  |
| Noelle Barahona | Downhill       |           |           | 1:44.24 | 25º  |
| Noelle Barahona | Slalom gigante | DNF       | DNF       | DNF     | DNF  |
| Noelle Barahona | Super-G        |           |           | 1:27.16 | 39º  |

Masculino
| Atleta           | Evento         | Descida 1 | Descida 2 | Total   | Pos. |
| ---------------- | -------------- | --------- | --------- | ------- | ---- |
| Kai Horwitz      | Slalom         | DNF       | DNF       | DNF     | DNF  |
| Kai Horwitz      | Slalom gigante | 1:14.88   | DNF       | DNF     | DNF  |
| Henrik von Appen | Combinado      | 1:21.16   | DNS       | DNF     | DNF  |
| Henrik von Appen | Downhill       |           |           | 1:44.02 | 34º  |
| Henrik von Appen | Super-G        |           |           | 1:27.57 | 30º  |

### Esqui cross-country
Feminino
| Atleta          | Evento      | Final   | Final |
| Atleta          | Evento      | Tempo   | Pos.  |
| --------------- | ----------- | ------- | ----- |
| Claudia Salcedo | 10 km livre | 37:19.2 | 90º   |

Masculino
| Atleta             | Evento      | Final   | Final |
| Atleta             | Evento      | Tempo   | Pos.  |
| ------------------ | ----------- | ------- | ----- |
| Yonathán Fernández | 15 km livre | 42:49.9 | 102º  |

### Esqui estilo livre
Ski cross
| Atleta            | Evento   | Ranqueamento | Ranqueamento | Oitavas | Quartas     | Semifinal   | Final       | Final       |
| Atleta            | Evento   | Tempo        | Pos.         | Posição | Posição     | Posição     | Posição     | Pos.        |
| ----------------- | -------- | ------------ | ------------ | ------- | ----------- | ----------- | ----------- | ----------- |
| Stephanie Joffroy | Feminino | 1:16.70      | 18º          | 3º      | Não avançou | Não avançou | Não avançou | Não avançou |

Slopestyle
| Atleta          | Evento   | Preliminar | Preliminar | Preliminar | Final       | Final       | Final       | Final       |
| Atleta          | Evento   | Descida 1  | Descida 2  | Pos.       | Descida 1   | Descida 2   | Descida 3   | Pos.        |
| --------------- | -------- | ---------- | ---------- | ---------- | ----------- | ----------- | ----------- | ----------- |
| Dominique Ohaco | Feminino | 16.00      | 38.60      | 20º        | Não avançou | Não avançou | Não avançou | Não avançou |

Legenda
| Recorde mundial      | Recorde mundial (World record)               |                       | Recorde africano                      | Recorde africano (African) |                                           | Q | Classificado por posição (Qualified) |
| Recorde olímpico     | Recorde olímpico (Olympic record)            | Recorde da América    | Recorde da América (Americas)         | q                          | Classificado por melhor tempo (Qualified) |   |                                      |
| Melhor marca do ano  | Melhor marca do ano (World leading)          | Recorde asiático      | Recorde asiático (Asian)              | DNS                        | Não largou (Did not start)                |   |                                      |
| Recorde nacional     | Recorde nacional (National record)           | Recorde europeu       | Recorde europeu (European)            | DNF                        | Não terminou (Did not finish)             |   |                                      |
| Recorde pessoal      | Recorde pessoal do atleta (Personal best)    | Recorde da Oceania    | Recorde da Oceania (Oceania)          | DSQ / DQ                   | Desclassificado (Disqualified)            |   |                                      |
| Recorde da temporada | Recorde da temporada do atleta (Season best) | Recorde sul-americano | Recorde sul-americano (South America) | NM                         | Sem marca (No mark)                       |   |                                      |